# Médecin de nuit
Médecin de nuit è un film del 2020 diretto da Élie Wajeman.